# Dinis Dias
Dinis Dias foi um navegador português, que viveu no século XV.

## Biografia
Escudeiro do Infante D. Henrique, em 1442 reconheceu o Cabo Branco, já identificado por Nuno Tristão, em 1441, e percorreu a zona do golfo de Arguim. Em 1444 descobriu o Cabo Verde.
Era parente, ou quiçá ascendente, de Bartolomeu Dias e de seu irmão Diogo Dias.